# Loredana Boboc
Loredana Boboc (Bucarest, Rumania, 12 de mayo de 1984) es una gimnasta artística rumana, campeona olímpica en 2000 en el concurso por equipos, y dos veces campeona del mundo también por equipos, en 1999 y 2001.

## Carrera deportiva
En el Mundial de Tianjin 1999 gana el oro por equipos, por delante de Rusia y Ucrania, siendo sus compañeras de equipo: Maria Olaru, Andreea Raducan, Simona Amanar, Andreea Isarescu y Corina Ungureanu.
En los JJ. OO. de Sídney 2000 vuelve a ganar el oro por equipos, delante de Rusia y Estados Unidos, siendo sus compañeras de equipo en esta ocasión: Simona Amânar, Andreea Isărescu, Maria Olaru, Claudia Presacan y Andreea Răducan.
En el Mundial celebrado en Gante (Bélgica) en 2001 vuelve a conseguir la medalla de oro en el concurso por equipos, por delante de Rusia (plata) y Estados Unidos (bronce), siendo sus compañeras de equipo: Andreea Raducan, Andreea Ulmeanu, Silvia Stroescu, Carmen Ionescu y Sabina Cojocar.